# Dačice III
Dačice III jsou místní část města Dačice v okrese Jindřichův Hradec v Jihočeském kraji. Nachází se na levém břehu řeky Moravské Dyje, na rozdíl od zbytku města.
Dříve se u brodu do města nacházela ves Stráň, proto se také do poloviny 20. století této části města říkalo Stráňské předměstí. Dnes je tato čtvrť funkčně rozdělena na část Za lávkami (od zbylých částí navíc oddělena potokem Vápovka), Kapetovu ulici a sídliště K Hradišťku (jmenováno od severu k jihu).
Ve III. části města se nachází klášter karmelitek (dříve františkánů), mateřská škola, největší strojírenský závod v okolí, SOUzas – dříve hospodářská škola a mj. zde bývala i šibenice, jak připomíná název vrchu Pod Šibenicí. Na východním okraji při silnici na Borek leží dačický Nový hřbitov. Východně od nádraží je na bezejmenném potůčku kaskáda tří rybníčků – shora Tučkův, Šibeniční a Pivovarský. Na severu území Dačic III je kamenolom.
Územím procházejí silnice II/151, II/407 a II/408, a železniční trať Kostelec u Jihlavy – Slavonice. Západní hranici tvoří Moravská Dyje, do níž se na území vlévá říčka Vápovka.
Ulice: Anenská, Bedřicha Smetany, Berky z Dubé, Družstevní, J. K. Rada, Jana Žižky, Járy Cimrmana, Jemnická, Jiřího z Poděbrad, Kapetova, Karla Dalberga, Ke Karlovu, K Sasiňáku, Na Výhoně, Strojírenská, Svatopluka Čecha, Svobodova, Švabinského, U Třech křížů, Vápovská, V. Fuky,  Zahradní, Za Lávkami, Za Školou.

## Historie
Dačice III byly dačickou částí v letech 1850–1879. Znovu se jí staly v letech 1890–1899 a podruhé 1. ledna 1980.

## Obyvatelstvo
| Rok            | 1869 | 1880 | 1890 | 1900 | 1910 | 1921 | 1930 | 1950 | 1961 | 1970 | 1980  | 1991 | 2001 | 2011 | 2021 |
| -------------- | ---- | ---- | ---- | ---- | ---- | ---- | ---- | ---- | ---- | ---- | ----- | ---- | ---- | ---- | ---- |
| Počet obyvatel | 372  | 0    | 384  | 355  | 368  | 0    | 304  | 0    | 0    | 615  | 1 008 | 988  | 981  | 956  | 882  |
| Počet domů     | 68   | 0    | 57   | 59   | 62   | 67   | 74   | 0    | 0    | 156  | 254   | 280  | 291  | 306  | 325  |

## Další fotografie

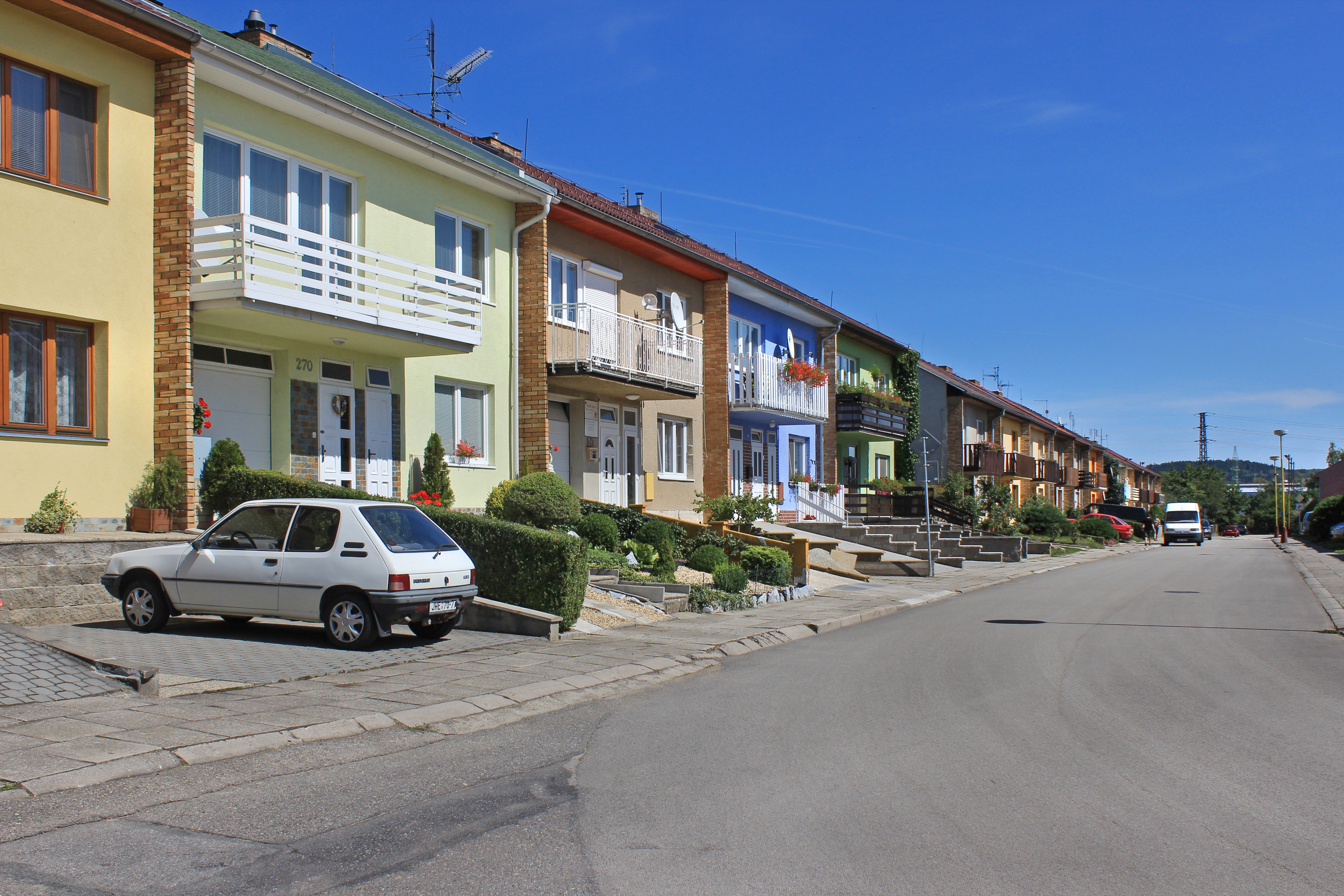
Domky ve Vápovské ulici
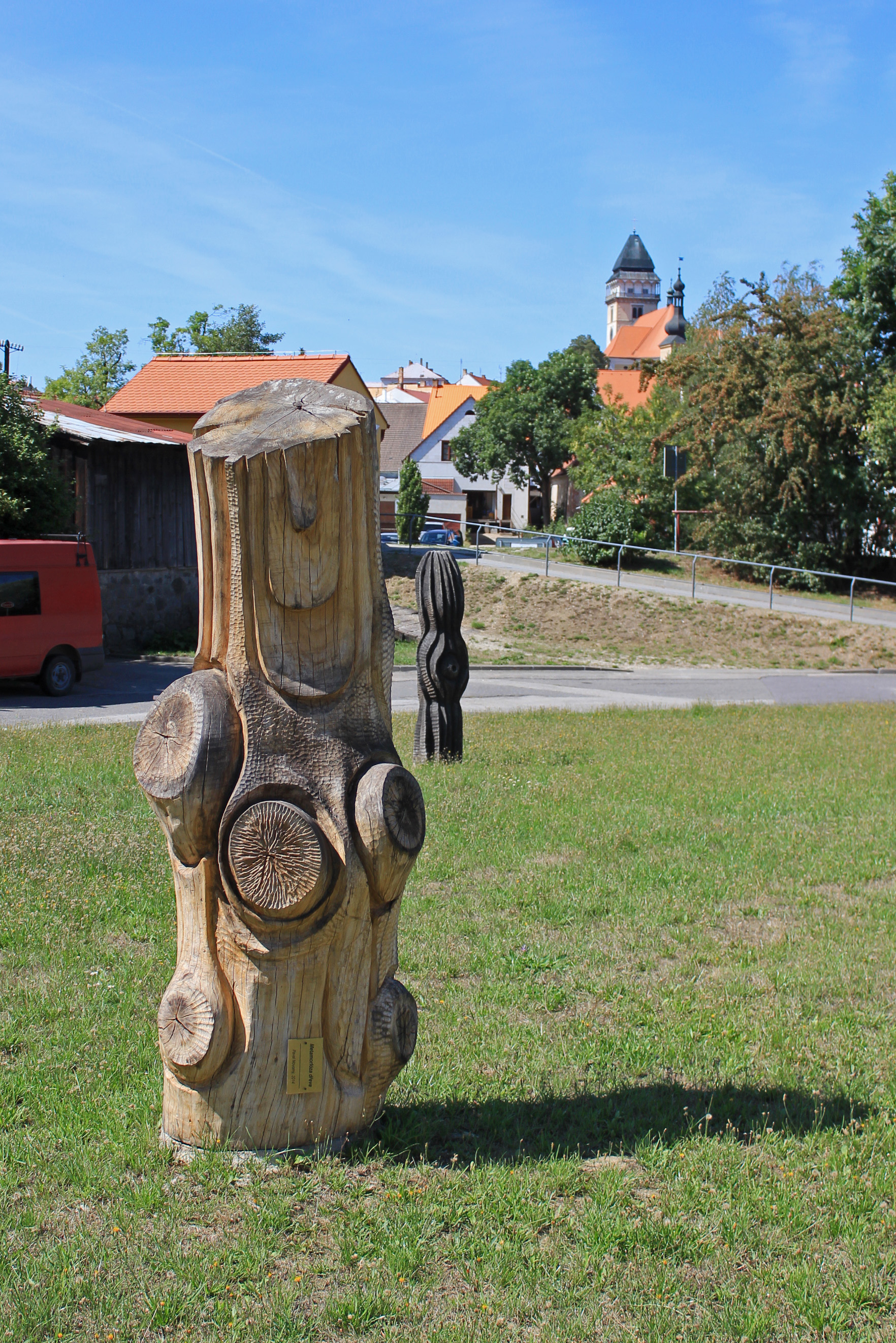
Dřevěné sochy u Kapetovy ulice, v pozadí kostel svatého Vavřince
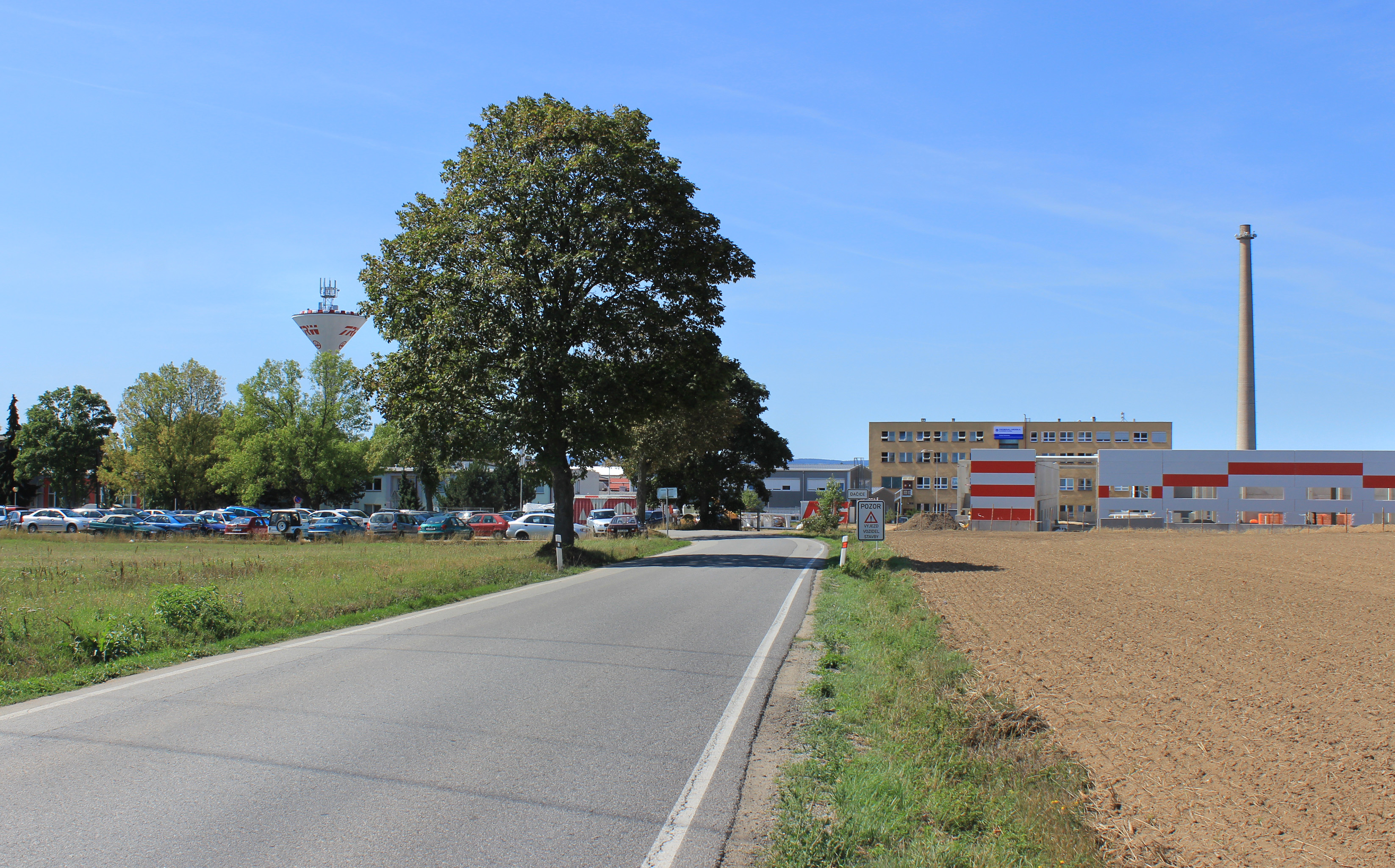
Strojírny TRW-DAS u Strojírenské ulice